# Maria Ressa
Maria Angelita Ressa est une journaliste et essayiste philippino-américaine, née le 2 octobre 1963 à Manille. Elle est surtout connue pour avoir cofondé Rappler et en être la directrice générale. Auparavant, elle a travaillé, près de deux décennies, comme journaliste d'investigation principale en Asie du Sud-Est pour CNN.
Maria Ressa figure sur la liste des Personnalités de l'année 2018 du Time avec d'autres journalistes du monde entier luttant contre les infox (fake news). Le 13 février 2019, elle est arrêtée pour « cyberdiffamation ». Personnalité critique vis-à-vis du président philippin Rodrigo Duterte, son arrestation est perçue par la communauté internationale comme un acte politique à l'initiative du gouvernement.
En 2021, conjointement avec Dmitri Mouratov, rédacteur en chef de la Novaïa Gazeta, elle reçoit le prix Nobel de la paix.

## Jeunesse
Maria Ressa est née à Manille et y grandit jusqu'à l'âge de 9 ans, lorsque ses parents partent pour Toms River, dans le New Jersey. Elle y passe le reste de son enfance et de son adolescence, où elle obtient son diplôme à la Toms River High School North (en).
Elle étudie la biologie moléculaire et le théâtre en premier cycle à l'université de Princeton, où elle obtient cum laude un baccalauréat ès arts en anglais,. Elle reçoit ensuite une bourse Fulbright, avec laquelle elle termine sa maîtrise à l'université des Philippines Diliman.

## Carrière

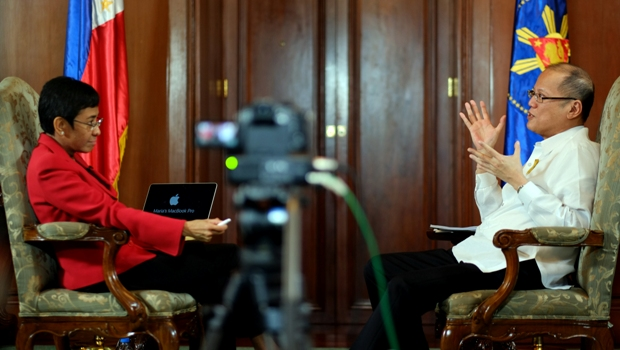
Maria Ressa interviewant l'ancien président philippin Benigno Aquino III dans la salle de musique du palais de Malacañang, le 7 juin 2016.

Maria Ressa commence à travailler pour CNN et y reste pendant près de deux décennies, occupant les fonctions de cheffe de bureau à Manille de 1988 à 1995 et de cheffe de bureau à Jakarta de 1995 à 2005. Principale journaliste d'investigation de CNN en Asie, elle se spécialise dans les enquêtes sur les réseaux terroristes. Elle devient rédactrice résidente au Centre international de recherche sur la violence politique et le terrorisme (ICPVTR) de la S. Rajaratnam School of International Studies (en) à l'université de technologie de Nanyang à Singapour.
À partir de 2004, Maria Ressa dirige la division presse de ABS-CBN, tout en écrivant pour CNN et The Wall Street Journal. En septembre 2010, elle écrit un article pour le Wall Street Journal critiquant le président de l'époque, Benigno Aquino III, la gestion de la crise des otages dans les bus. Cet article est publié deux semaines avant la visite officielle du président aux États-Unis. ABS-CBN lui adresse une proposition de démission ou de licenciement après avoir découvert son travail pour CNN, une violation de la clause d'exclusivité de son contrat. Dans une lettre ouverte en date du 11 octobre 2010, Maria Ressa indique ne pas renouveler son contrat de six ans avec ABS-CBN,,.
Elle est l'auteure de deux ouvrages sur la montée du terrorisme en Asie du Sud-Est : Seeds of Terror: An Eyewitness Account of Al-Qaeda's Newest Center (2011) et From Bin Laden to Facebook 10 Days of Abduction, 10 Years of Terrorism (2013).
Elle fonde le site d'informations en ligne Rappler, en 2012.
En lien avec Reporters sans frontières, Maria Ressa s'implique pour le respect de la liberté de la presse dans le monde. Dans ce cadre, en 2020, à l'occasion de la journée mondiale pour la liberté de la presse, elle a pu interviewer le lanceur d'alerte Edward Snowden, président de Freedom of the Press.

### Arrestation et suites judiciaires
Le 22 janvier 2018, Maria Ressa comparaît devant le National Bureau of Investigation (NBI) des Philippines pour se conformer à une assignation à comparaître au sujet d'une plainte en ligne pour diffamation. La citation est émise le 10 janvier contre Maria Ressa, l'ancien reporter de Rappler Reynaldo Santos et l'homme d'affaires Benjamin Bitanga. Celle-ci fait suite à une plainte déposée en octobre 2017 par un ressortissant philippino-chinois, Wilfredo Keng, que le site accuse de corruption auprès de l'ancien juge en chef du pays Renato Corona (en).
En novembre 2018, le gouvernement philippin annonce qu'il accuse Rappler Holdings Corporation, société mère du site Rappler, de fraude fiscale et de non-déclaration de revenus. La redevance concerne l’investissement fait par Omidyar Network en 2015. Maria Ressa nie alors avoir commis des actes répréhensibles, affirmant d’abord que l'argent étranger a été « donné » à ses dirigeants puis par la suite que les investissements étaient sous forme de titres. Rappler publie une déclaration niant tout acte répréhensible. Après avoir étudié des explications de Maria Ressa, le Bureau of Internal Revenue des Philippines estime que les gains en capital générés par Rappler sont imposables. Il est conclu que Rappler doit 133 millions de pesos philippins au fisc (2,3 millions d'euros).
Le 13 février 2019, la juge philippine Rainelda Estacio-Montesa de la division no 46 du tribunal de première instance régional de Manille lance un mandat d'arrêt pour « cyberdiffamation » contre Maria Ressa. Elle est accusée de falsification d'informations pour avoir dénoncé l'évasion fiscale de plusieurs entreprises. Elle conteste l'accusation relative à l'efficacité d'une loi limitant l'article en question. Rappler, au lieu de supprimer l'article, publie une mise à jour en février 2019.
En raison de contraintes de temps, Maria Ressa n'est pas en mesure de verser la caution de 60 000 pesos (environ 1 050 €), ce qui entraîne son arrestation et sa mise en détention. Au total, six avocats, dont deux pro bono, sont affectés à son dossier.
L'arrestation de Maria Ressa est critiquée par la communauté internationale. Car cette dernière est critique à l'égard du président Rodrigo Duterte, beaucoup estiment que cette arrestation est motivée par des considérations politiques. En revanche, le porte-parole officiel du palais de Malacañang nie toute implication du gouvernement dans l'arrestation, affirmant que le procès contre Maria Ressa est intenté par un particulier, le plaignant, Wilfredo Keng.
Madeleine Albright, une ancienne secrétaire d'État américaine, émet un avis selon lequel cette arrestation « doit être condamnée par toutes les nations démocratiques ». De même, le Syndicat national des journalistes des Philippines qualifie cet acte de « persécution sans vergogne par un gouvernement brutal ».
Le National Press Club déclare que l'arrestation n'est pas du harcèlement et que Maria Ressa ne doit pas être reléguée au rang de « martyr sur l'autel de la liberté de la presse ». Il met également en garde contre la politisation de la question.
Le procès de Maria Ressa pour cyberdiffamation commence en juillet 2019. Elle a été jugée coupable de diffamation et condamnée à six ans de prison le 15 juin 2020. Elle reste en liberté sous caution tant que les procédures d'appel ne sont pas achevées, ce qui pourrait prendre plusieurs années.
Poursuivie pour évasion fiscale, Maria Ressa est acquittée le 18 janvier 2023 puis le 12 septembre 2023,. La journaliste et son média Rappler étaient visés par cinq accusations d'évasion fiscale après la vente de certificats de dépôt (permettant aux entreprises de lever des fonds auprès d'investisseurs étrangers).

### Prix Nobel
En 2021, elle remporte conjointement le prix Nobel de la paix avec Dmitri Mouratov, rédacteur en chef de la Novaïa Gazeta, pour leur lutte en faveur de la liberté d'expression. Elle déclare « Pour moi, l’aspect le plus gratifiant de ce prix est qu’il s’adresse à tous les journalistes qui vivent sous la pression, que ce soit aux Philippines ou ailleurs. »
Le prix a pu lui être remis en mains propres le 10 décembre. Elle profite de cette tribune pour accuser les géants du numérique de laisser, par cupidité, se déverser « une boue toxique » sur les réseaux sociaux.

## Récompenses
- En 2010, le magazine Esquire proclame Ressa « la femme la plus sexy des Philippines », expliquant : « Malgré sa taille, assez intrépide pour écrire un récit de témoin oculaire d’Al-Qaïda »[34].
- En 2015, le Philippine Movie Press Club décerne à Maria Ressa un prix d'excellence pour l'ensemble de ses réalisations en matière de diffusion lors de la 29e édition des PMPC Star Awards for Television[35].
- En 2016, elle est classée par Kalibrr parmi les huit leaders les plus influents et les plus puissants des Philippines[36].
- En novembre 2017, Maria Ressa, en tant que PDG de la société de presse Rappler, accepte le prix de la démocratie 2017 décerné par le National Democratic Institute à trois organisations lors de son dîner annuel à Washington, intitulé « Disinformation vs. Democracy: Fighting for Facts »[37].
- En juin 2018, Ressa reçoit la Plume d'or de la liberté de l'Association mondiale des journaux, pour son travail avec Rappler[38].
- En décembre 2018, elle a été incluse dans la liste des personnalités de l'année 2018 du Time, catégorie « The Guardians », une sélection de journalistes du monde entier s'opposant à la « guerre contre la vérité »[39]. Maria Ressa est la deuxième Philippine à recevoir ce titre après l'ex-présidente Corazon Aquino en 1986.
- En avril 2019, elle est incluse dans la liste des 100 personnalités les plus influentes dans le monde du Time[40].
- En mai 2019, Maria Ressa reçoit le Columbia Journalism Award de la Columbia University Graduate School of Journalism, le plus grand honneur décerné par cette école, « pour la profondeur et la qualité de son travail, ainsi que pour son courage et sa persévérance sur le terrain »[41].
- En juin 2019, Maria Ressa reçoit le prix hommage de la Fondation pour le journalisme canadien (en), qui récompense un journaliste qui a eu un impact sur la scène internationale[42].
- En octobre 2019, Maria Ressa figure sur la liste des 100 femmes de la BBC[43].
- En avril 2021, Maria Ressa est désignée lauréate du prix de la liberté de la presse de l'UNESCO[44].